# Sammy Chapman
Samuel Edward Campbell Chapman, mais conhecido como Sammy Chapman (Belfast, 16 de fevereiro de 1938 - Staffordshire, 24 de julho de 2019), foi um futebolista norte-irlandês que atuava como meio-campo.

## Carreira
Chapman competiu na Copa do Mundo FIFA de 1958, sediada na Suécia, na qual a sua seleção terminou na sétima colocação dentre os 16 participantes.